# Дудуц Ольга Георгіївна
Ольга Георгіївна Дудуц (нар. 26 березня 1961, село Турятка, тепер Глибоцького району Чернівецької області) — українська радянська діячка, доярка колгоспу імені XXII з'їзду КПРС Глибоцького району. Депутат Верховної Ради УРСР 11-го скликання.

## Біографія
Освіта середня.
З 1979 року — доярка колгоспу імені XXII з'їзду КПРС села Турятка Глибоцького району Чернівецької області.
Потім — на пенсії в селі Турятка Глибоцького району.

## Нагороди
- ордени
- медалі